# Tony van Venrooy
Tony van Venrooy (Waalwijk, 17 september 1960) is een Nederlands vechtsporter. Hij heeft de 8e dan in Seishinkai jiujitsu. Daarnaast ook nog een 7e dan in JBN jiujitsu, 6e dan shootfighting, 4e dan seishinkai karatedo en 1e dan judo. In 1991 werd hij Europees Kampioen jiujitsu in het duo system in de Spaanse stad Salamanca, samen met Anco Bulk. Hij is eigenaar van een budoschool in Waalwijk.
In 1984 gehaalde hij zijn eerste Dan Ju-Jitsu, in 1985 zijn tweede en in 1986 zijn derde Dan. In 1991 en 1993 zijn vierde en vijfde Dan. 
In 2016 werd Van Venrooy gedurende een meeting in Japan door Soke Sadatomo Harada (10de dan) aangesteld als World-President voor Seisinkai Ju-Jitsu.